# Pruk Panich
Pruk Panich (tiếng Thái: พฤกษ์ พานิช, phiên âm: Bơ-lức Ba-nít, sinh ngày 10 tháng 09 năm 1992) còn có nghệ danh là Zee (tiếng Thái: ซี, đọc là Xi), là một diễn viên và người mẫu người Thái Lan. Anh bắt đầu được biết đến qua vai Captain trong Friend Zone năm 2018 và Lian Kilen Wang trong Cutie Pie năm 2022.

## Tiểu sử
Pruk sinh tại Chiang Rai, Thái Lan. Anh tốt nghiệp cử nhân chuyên ngành nghệ thuật truyền thông quảng cáo trường Đại học Bangkok Anh bước vào làng giải trí Thái Lan từ năm 2018 và là diễn viên thuộc công ty DomundiTV.

## Chương trình tham gia

### Phim truyền hình
| Năm  | Tên Phim            | Vai             | Đài              | Ghi chú                              | Nguồn       |
| ---- | ------------------- | --------------- | ---------------- | ------------------------------------ | ----------- |
| 2018 | Friend Zone         | Captain         | GMM One, LINE TV | Khách mời                            |             |
| 2020 | Why R U?            | Fighter         | GMM One, LINE TV | Vai chính                            | [ 2 ]       |
| 2020 | You Never Eat Alone | Mix             |                  | Vai chính                            |             |
| 2021 | Mae Krua Kon Mai    | Atsawin / "Win" | Channel 3        | Khách mời                            |             |
| 2022 | Pleng Bin Bai Ngiw  | Jaegun          |                  | Vai phụ                              |             |
| 2022 | Cutie Pie           | Lian Kilen Wang | Workpoint TV     | Vai chính                            | [ 3 ] [ 4 ] |
| 2022 | Remember 15         | Bew             | ViuTV            | Vai chính                            |             |
| 2022 | Rose In Da House    | Chính anh       |                  | Vai chính                            |             |
| TBA  | Club Friday Series  | Leng            | One31            | Vai chính (Tập phim 7 Years of Love) |             |

### Phim điện ảnh
| Năm  | Tên Phim       | Vai      | Ghi chú | Nguồn |
| ---- | -------------- | -------- | ------- | ----- |
| 2016 | Joking Jazz 4G | Cảnh sát | Vai phụ |       |
| 2018 | Sugar Café     | Popeye   | Vai phụ |       |

### Chương trình thực tế
| Năm  | Tên chương trình                     | Vai trò            | Đài          | Ghi chú               | Nguồn                          |
| ---- | ------------------------------------ | ------------------ | ------------ | --------------------- | ------------------------------ |
| 2016 | I Can See Your Voice Thái Lan: Mùa 1 | Ca sĩ giấu mặt     | Workpoint TV | Tập 16                | [ 5 ]                          |
| 2017 | Watching it in Shoryudo              | Thành viên chính   |              |                       |                                |
| 2018 | Watching it in Japan: Season 2       | Thành viên chính   |              |                       |                                |
| 2018 | Watching it in Japan: Season 3       | Thành viên chính   |              |                       |                                |
| 2019 | Kissboys                             | Thành viên cố định |              |                       |                                |
| 2019 | Why R U Going?                       | Dẫn chương trình   |              |                       |                                |
| 2019 | Watching it in Sendai                | Thành viên chính   |              |                       |                                |
| 2020 | SosatSeoulsay                        | Khách mời          | Youtube      | Tập 5-6, 10, 100, 115 | [ 6 ] [ 7 ] [ 8 ] [ 9 ] [ 10 ] |
| 2020 | Watching it in Japan: Season 4       | Thành viên chính   |              |                       |                                |
| 2022 | Vlog ZeeNunew                        | Thành viên chính   | Youtube      |                       | [ 11 ]                         |

## Giải thưởng và đề cử
| Năm  | Giải thưởng           | Hạng mục                      | Tác phẩm | Kết quả   | Nguồn  |
| ---- | --------------------- | ----------------------------- | -------- | --------- | ------ |
| 2020 | Zoom Dara Awards 2020 | Best Shipped Couple           | -        | Đoạt giải | [ 12 ] |
| 2020 | -                     | Sexiest Man in the World 2020 | -        | Đề cử     | [ 13 ] |
| 2022 | Kazz Awards 2022      | Hottest Artists Award         | -        | Đoạt giải | [ 14 ] |
| 2022 | Kazz Awards 2022      | Popular Boys of The Year      | -        | Đoạt giải | [ 14 ] |